# Nannochorista edwardsi
Nannochorista edwardsi är en näbbsländeart som beskrevs av Douglas E. Kimmins 1929. Nannochorista edwardsi ingår i släktet Nannochorista och familjen Nannochoristidae. Inga underarter finns listade i Catalogue of Life.